# Consolata-Missionare

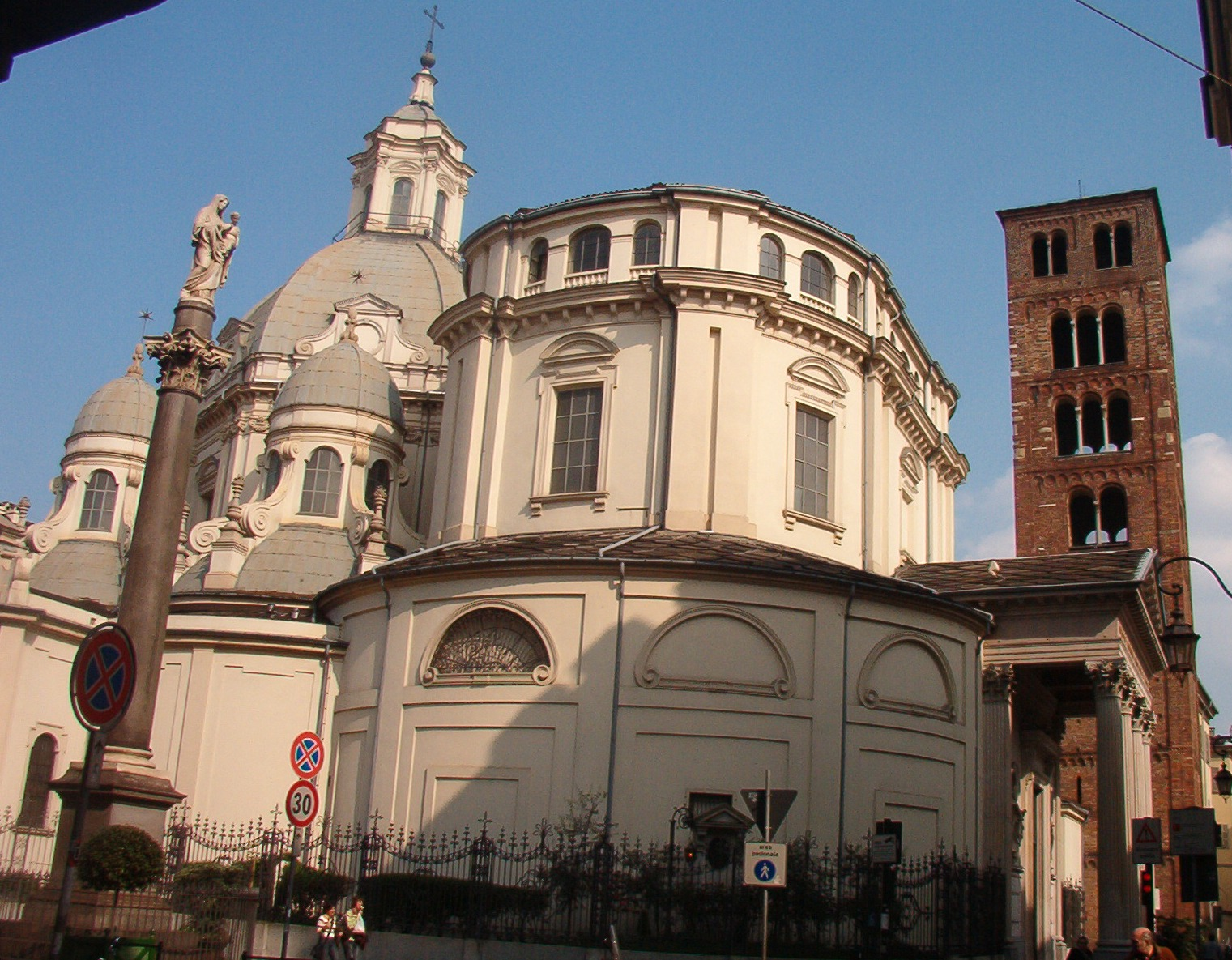
Heiligtum der Madonna Consolata, Turin

Die Consolata-Missionare (Lat.: Institutum Missionum a Consolata (Ordenskürzel: IMC)) sind eine römisch-katholische Ordensgemeinschaft, die 1901 in Turin gegründet wurde. Sie sind auch unter dem Namen Turiner Missionare bekannt. Der weibliche Zweig ist der 1910 gegründete Gemeinschaft der Consolata-Missionsschwestern (Suore Missionarie della Consolata).

## Geschichte
Der Turiner Priester Giuseppe Allamano (1851–1926) wollte ursprünglich die Missionsarbeit des Kapuzinermissionars Guglielmo Kardinal Massaia in Äthiopien fortführen. Aufgrund gesundheitlicher Einschränkungen war ihm eine persönliche Missionstätigkeit verwehrt. In Zusammenarbeit mit dem Päpstlichen Institut für die auswärtigen Missionen (PIME) und auf Drängen des Turiner Erzbischof, Agostino Richelmy, sowie siebzehn weiterer Bischöfe gründete Allamano eine eigene Missionsgemeinschaft.
Die Ordensgemeinschaft der Consolata-Missionare wurde schließlich am 29. Januar 1901 von Giuseppe Allamano, dem damaligen Rektor des Heiligtums der Madonna Consolata in Turin, als Männerorden gegründet. Ihr Name verweist auf die Maria, Trösterin der Betrübten („Consolata“), deren Heiligtum in Turin das geistige Zentrum der Bewegung bildete.

## Mission und Wirken
Bereits 1902 entsandte der Orden seine ersten Missionare nach Britisch-Ostafrika, insbesondere nach Kenia. Am 28. März 1909 erfolgte mit dem Decretum laudis die Anerkennung als Missionsinstitut päpstlichen Rechts durch Papst Pius X.
Die Consolata-Missionare sind weltweit aktiv – insbesondere in:
- Afrika (Kenia, Tansania, Mosambik, Äthiopien u. a.)
- Lateinamerika (Brasilien, Argentinien, Kolumbien)
- Asien (Südkorea, Mongolei)
- sowie in Teilen Europas und Nordamerikas

Der Sitz des Generaloberen befindet sich in Rom.
Der Orden engagiert sich vor allem in der Pastoral, Bildung, Gesundheitsversorgung, sozialen Entwicklung und im interreligiösen Dialog.
Mehrfach wurden Angehörige des Ordens entführt oder ermordet.

### Generalsuperiore (Generalobere)
- Giuseppe Allamano (1901–1926), Gründer der Gemeinschaft, nicht offiziell als Generalsuperior geführt
- Filippo Perlo (1926–1929), Erster offizieller Generalsuperior
- Gaudenzio Barlassina (1929–1936)
- Carlo Cavallera (1936–1949)
- Domenico Fiorina (1949–1969)
- Carlo Vellano (1969–1981)
- Giuseppe Inverardi (1981–1993)
- Pietro Trabucco (1993–2005)
- Aquileo Fiorentini (2005–2011)
- Stefano Camerlengo (2011–2023)
- James Bhola Lengarin, seit 2023

## Consolata-Missionsschwestern
Die weibliche Schwesterngemeinschaft wurde 1910 ebenfalls von Giuseppe Allamano gegründet. Sie leben nach den gleichen spirituellen Prinzipien und widmen sich der Missionsarbeit in denselben Regionen wie die Männergemeinschaft. Ihr besonderes Augenmerk liegt auf Bildung, Frauenförderung, medizinischer Hilfe und der Betreuung von Armen und Ausgegrenzten.

### Generalsuperiorin
- Maria Camilla Rolando (1910–1922), Erste Generaloberin
- Maria Concetta Vallauri (1922–1928)
- Maria Antonietta Pasero (1928–1934)
- Maria Bernadetta Garavagno (1934–1940)
- Maria Candida Bertone (1940–1946)
- Maria Dolores Boano (1946–1952)
- Maria Teresa Beltramo (1952–1958)
- Maria Tecla Cappa (1958–1964)
- Maria Alberta Oggero (1964–1970)
- Maria Letizia Valfre (1970–1976)
- Maria Ernesta Tavella (1976–1982)
- Maria Caterina Castagna (1982–1988)
- Maria Carla Varetto (1988–1994)
- Maria Ornella Tarditi (1994–2000)
- Maria Teresa Russo (2000–2006)
- Liliana Rivetta (2006–2011)
- Simona Brambilla (2011–2023), später Mitglied und Präfektin des Dikasterium für die Institute geweihten Lebens und für die Gesellschaften apostolischen Lebens
- Elsa Maria Dalle Pezze, seit 2023